# La Alberca
La Alberca település Spanyolországban, Salamanca tartományban. La Alberca El Cabaco, Nava de Francia, San Martín del Castañar, Mogarraz, Monforte de la Sierra, Madroñal, Herguijuela de la Sierra, Ladrillar és Monsagro községekkel határos. Lakosainak száma 1045 fő (2024).

## Népesség
A település népessége az elmúlt években az alábbi módon változott:
| Lakosok száma | 1132 | 1095 | 1158 | 1224 | 1192 | 1126 | 1128 | 1081 | 1071 | 1045 |
|               | 2001 | 2004 | 2007 | 2009 | 2012 | 2014 | 2017 | 2019 | 2022 | 2024 |